# 두 도시 이야기

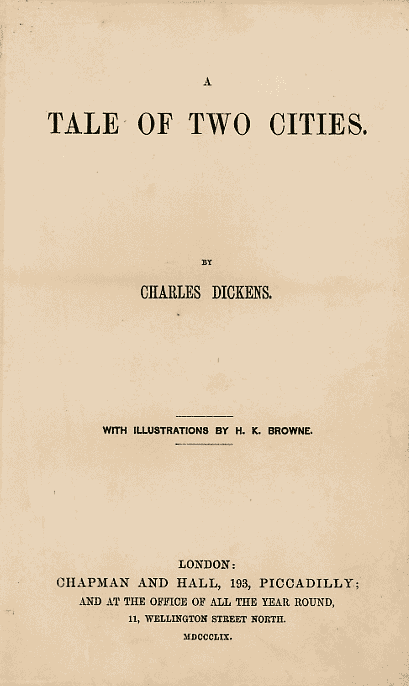
초판 표지

《두 도시 이야기》(영어: A Tale of Two Cities, 1859년)는 찰스 디킨스의 역사소설이다.

## 개요
두 도시란 프랑스 파리와 영국 런던을 가리킨 것으로 이야기는 이 두 도시를 무대로 전개된다. 시간적 배경은 18세기 말의 15년간, 프랑스 혁명의 준비기부터 최전성기다.
디킨스는 마차 두 대 분량에 달하는 토머스 칼라일의 〈프랑스 혁명사〉와 기타의 역사서적들로 당시의 정세를 연구하여 이 작품에 구체화하였다. 런던의 변호사 시드니 칼튼이 사랑하는 여성 루시 마네뜨와 그녀의 연인 찰스 다네이를 위하여 자진하여 단두대에 서는 순애보적 이야기가 프랑스 혁명의 광란을 배경으로 그려져 있다. 디킨스는 이 작품의 집필 당시 사랑했던 여성 엘렌 터넌 I 에 대한 정열을 카턴의 사랑으로 표현하였다고 한다.

### 주제

#### 희생과 부활
글의 마지막 부분에서 시드니 칼튼은 자기의 목숨을 희생하면서 찰스 다네이를 살리고 그 자신은 나중에 부활하는 영으로 묘사됨.
시드니 칼튼은 찰스의 모든 죄를 대신해 죽은 대속의 그리스도를 상징하며 '나는 곧 부활이며 생명이니'의 성경메시지를 살렸음.

#### 사회 정의
디킨스는 그가 실제로 겪었던 과거의 삶을 소설에서 그리며, 소작농의 가난한 삶과 부유한 자들의 삶을 대조하여 보여 주고 있다. 런던과 파리에서 동등하게 사회정의가 사라진 모습을 드러내었다.

#### 프랑스 혁명에 대한 냉소
혁명에 그려졌던 폭력의 수단이었던 길로틴(참수형 장치)을 숭상하는 프랑스인들에 대하여 냉소적인 면을 드러내었다.

## 주요 등장 인물
- 찰스 다네이 : 주인공이며 프랑스의 귀족이고 영국에 거주. 나중에 루시 마네뜨와 결혼함.
- 루시 마네뜨: 프랑스 태생이며 영국에 거주.
- 마네뜨: 루시 마네뜨의 아버지며, 파리에 거주, 의사이며, 프랑스인. 영국 런던의 텔슨은행과 거래
- 자비스 로리: 텔슨은행의 나이 많은 직원.
- 드파르지: 파리에서 술집을 운영, 마네뜨를 돌봄, 프랑스혁명의 주도세력으로 바스티유 감옥을 습격함.
- 스트라이버: 영국의 변호사, 루시 마네뜨를 좋아했으나 포기함.
- 시드니 칼튼: 영국의 변호사로, 파리에서 찰스 다네이와 비슷하게 닮은 것을 활용해 찰스 대신에 감옥에 갇혀 사형을 당함.

## 평가
찰스 디킨스는 실제로 한번도 프랑스 파리에 산 적이 없으나, 이 소설에서 주인공외 인물들이 영어를 할 줄 모르는 프랑스인으로 그려서 그의 프랑스어 구사력은 낙제였다고 평가되기도 함.

## 참고 자료
- 이 문서에는 다음커뮤니케이션(현 카카오)에서 GFDL 또는 CC-SA 라이선스로 배포한 글로벌 세계대백과사전의 내용을 기초로 작성된 글이 포함되어 있습니다.